# KJS (KDE)
KJS ist die JavaScript-Engine der K Desktop Environment.
Sie wurde ursprünglich von Harri Porten für KDEs Webbrowser Konqueror entwickelt, wo es zusammen mit der Browser-Engine KHTML für die Darstellung von Webseiten sorgt.
Das Unternehmen Apple übernahm es zur Unterstützung von JavaScript in ihrem Betriebssystem Mac OS X und entwickelte es als Abspaltung namens JavaScriptCore weiter, wie Apple am 13. Juni 2002 bekanntgab. Mittlerweile wurde JavaScriptCore zusammen mit WebCore, einer Abspaltung von KHTML, im Projekt WebKit weiterentwickelt zu SquirrelFish und weiter zu SquirrelFish Extreme und für den Webbrowser Safari verwendet.